# Sistemul imunitar adaptiv
Sistemul imunitar adaptativ, denumit și sistemul imunitar dobândit, este un subsistem al sistemului imunitar compus din celule și procese sistemice specializate, care elimină agenții patogeni sau împiedică dezvoltarea acestora. Sistemul imunitar dobândit este una dintre cele două strategii principale de imunitate întâlnite la vertebrate (cealaltă fiind sistemul imunitar înnăscut).
Imunitatea adaptivă creează o memorie imunologică după un răspuns inițial la un agent patogen specific și conduce la un răspuns îmbunătățit la întâlnirile viitoare cu acel agent patogen. Anticorpii sunt o parte esențială a sistemului imunitar adaptativ. Imunitatea adaptivă poate asigura o protecție de lungă durată, uneori pentru întreaga viață a persoanei. De exemplu, o persoană care se recuperează după rujeolă este acum protejată împotriva rujeolei pentru toată viața; în alte cazuri, nu oferă protecție pe viață, ca în cazul varicelei. Acest proces de imunitate adaptivă stă la baza vaccinării.
Celulele care realizează răspunsul imunitar adaptativ sunt celulele albe din sânge cunoscute sub numele de limfocite. Celulele B și celulele T, două tipuri diferite de limfocite, desfășoară principalele activități: răspunsurile prin anticorpi și răspunsul imun mediat celular. În răspunsurile anticorpilor, celulele B sunt activate pentru a secreta anticorpi, care sunt proteine cunoscute și sub numele de imunoglobuline. Anticorpii călătoresc prin fluxul sanguin și se leagă de antigenul străin, determinând inactivarea acestuia, ceea ce nu permite antigenului să se lege de gazdă. Antigenele sunt orice substanțe care determină răspunsul imunitar adaptativ. Uneori, sistemul adaptativ nu este capabil să distingă moleculele străine dăunătoare de cele inofensive; efectele acestui fapt pot fi febra fânului, astmul sau orice altă alergie.
În cadrul imunității adaptative, receptorii specifici pentru agenții patogeni sunt "achiziționați" în timpul vieții organismului (în timp ce în imunitatea înnăscută receptorii specifici pentru agenții patogeni sunt deja codificați în genom). Acest răspuns dobândit se numește "adaptativ" deoarece pregătește sistemul imunitar al organismului pentru provocări viitoare (deși poate fi, de fapt, și dezadaptativ atunci când duce la alergii sau autoimunitate).
Sistemul este foarte adaptabil datorită a doi factori. În primul rând, hipermutația somatică este un proces de mutații genetice aleatorii accelerate în genele care codifică anticorpii, care permite crearea de anticorpi cu specificitate nouă. În al doilea rând, recombinarea V(D)J selectează la întâmplare o regiune variabilă (V), una de diversitate (D) și una de îmbinare (J) pentru recombinare genetică și le elimină pe celelalte, ceea ce produce o combinație extrem de unică de segmente genetice antigen-receptor în fiecare limfocit. Acest mecanism permite ca un număr mic de segmente genetice să genereze un număr mare de receptori antigenici diferiți, care sunt apoi exprimați în mod unic pe fiecare limfocite în parte. Deoarece rearanjarea genetică duce la o modificare ireversibilă a ADN-ului fiecărei celule, toți progeniturile (descendenții) acelei celule moștenesc genele care codifică aceeași specificitate a receptorilor, inclusiv celulele B și celulele T de memorie, care reprezintă cheia imunității specifice de lungă durată.